# Vawkavysk

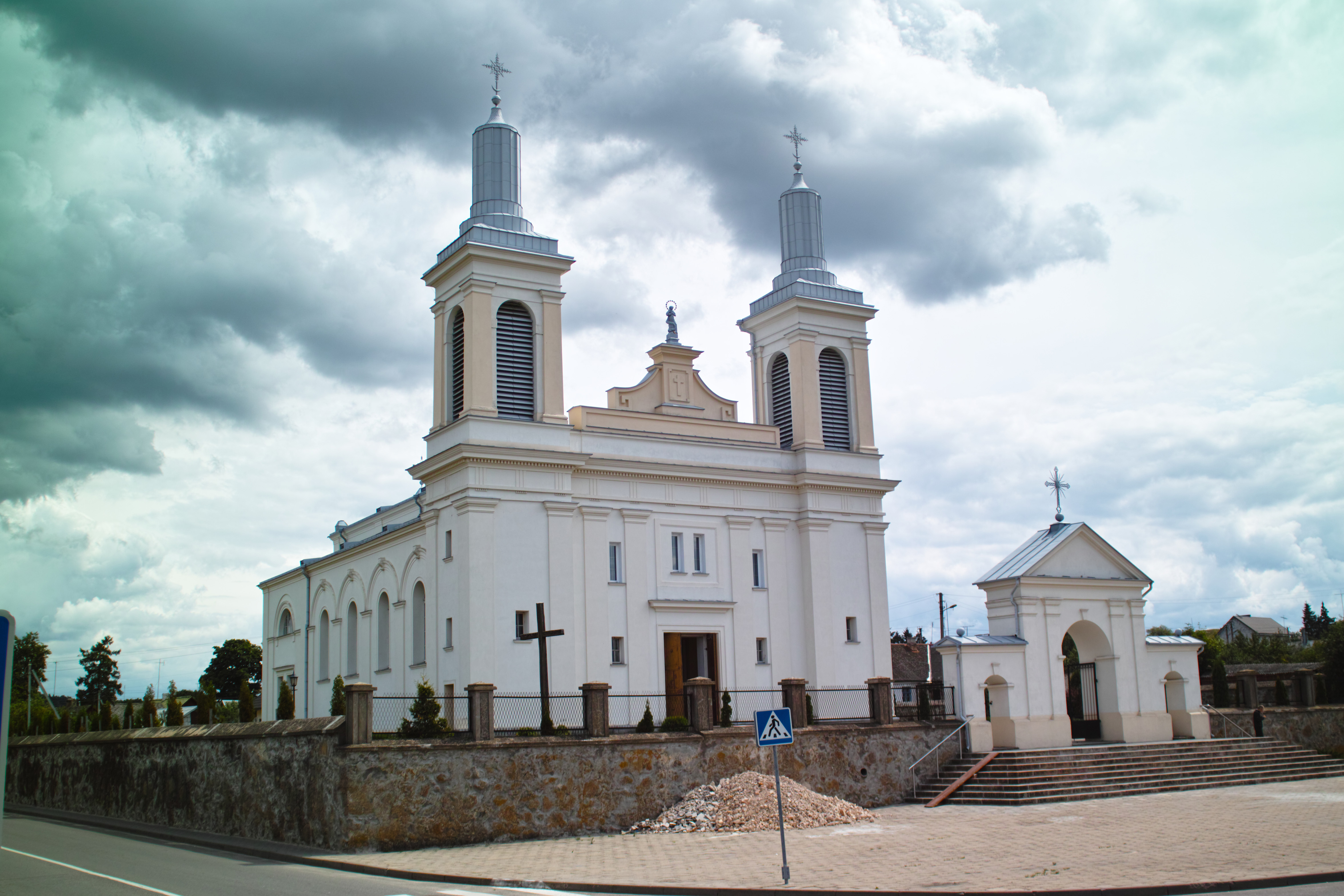
R.K. St. Wenceslaskerk

Vawkavysk (Russisch: Волковыск, Volkovysk; Wit-Russisch: Ваўкавыск, Vawkavysk; Pools: Wołkowysk) is een stad in Wit-Rusland in de oblast Hrodna. De stad is tevens de hoofdplaats van het gelijknamige district.
De stad werd voor het eerst vermeld in 1005. In de dertiende eeuw was het de hoofdplaats van een klein prinsendom. Rond 1900 was de helft van de 10.000 inwoners van Joodse komaf. Tussen 1919 en 1939 maakte de stad deel uit van de Tweede Poolse Republiek.

## Geschiedenis
Vawkavysk wordt voor het eerst genoemd in de annalen van Turov in 1005, wat algemeen wordt gezien als het jaar waarin Vawkavysk werd gesticht. Het was in die tijd een verstrekte stad op de grens van de Baltische en Slavische etnische groepen. Vanaf de 12e eeuw was Volkovysk het centrum van een klein prinsdom. Een andere kroniek noemt de stad in 1252.

### Russische Rijk
Na deel uitgemaakt te hebben van het grootvorstendom Litouwen en het Pools-Litouws Gemenebest, kwam Vawkavysk in 1795 na de Poolse delingen bij het keizerrijk Rusland. Het werd een provincie van het gouvernement Slonim.
Gedurende de Veldtocht van Napoleon naar Rusland in 1812, was het hoofdkwartier van generaal Pjotr Bagration in Vawkavysk gevestigd. Van 17 juni tot 3 november 1812 bevond zich een leger van Napoleon in de Stad. Op 2–4 november 1812 brandde Vawkavysk af bij een veldslag tussen Franse en Russische troepen. De Russische generaal Fabian Gottlieb von Osten-Sacken versloeg het VII Corps (Grande Armée) van de Franse generaal Jean Reynier. Het Congres van Wenen in 1815 bevestigde dat Vawkavysk bij Rusland hoorde..
In 1860 bestond Vawkavysk uit 492 huizen, 2 scholen, de Sint-Wenceslaskerk, 7 Joodse gebedshuizen, een synagoge, een steenfabriek, 2 molens, een ziekenhuis en 58 winkels.
In 1885 werd begonnen met de aanleg van wat een belangrijke spoorweg zou worden, die van Baranovitsji naar Białystok. In 1886 kwam er een station in Vawkavysk. In 1891 telde Vawkavysk 19 industriële ondernemingen. In 1906 begon de aanleg van een spoorweg naar Siedlce waarmee de stad een spoorwegknooppunt werd.

### Eerste Wereldoorlog
In de herfst van 1915 werd de stad ingenomen door Duitse troepen. Na de Russische Revolutie van 1917 en het tekenen van de wapenstilstand, lag Vawkavysk en omgeving tijdelijk op Russisch gebied. Na het uitbreken van de Pools-Russische Oorlog werd Vawkavysk op 8 februari 1919 bezet door Poolse troepen. Op 24 juli 1920 werd de stad ingenomen door Russische troepen om op 27 september 1920 weer door de Polen te worden heroverd.

### Tweede Wereldoorlog
Na de Poolse Veldtocht door nazi-Duitsland kwam Vawkavysk in november 1939 op grond van de afspraken in het Molotov Ribbentroppact bij de Sovjet-Unie te horen. Vawkavysk werd de hoofdstad van de regio Białystok. Op 27 juni 1941 werd het tijdens de Operatie Barbarossa ingenomen door Duitse troepen. Binnen de grenzen van de stad werden een concentratiekamp gebouwd en een Joods getto gevormd, waar uiteindelijk 20.000 mensen werden vermoord. Op 14 juli 1944 werd de stad door het Rode Leger heroverd.

### Na 1945
Na 1945 kwam Vawkavysk onder gezag van de Wit-Russische SSR, tot het uiteenvallen van de Sovjet-Unie in 1991. Sindsdien ligt het in de republiek Wit-Rusland.

## Bevolking
De stad inclusief omliggend gebied heeft een bevolking van ongeveer 74.000 personen, waarvan 56.000 in het stedelijk gebied van Vawkavysk met aangrenzende bebouwing van Ros en Krasnoselski. In het landelijk gebied wonen 18.000 mensen. De bevolking bestaat voor 64% uit Wit-Russen, voor 25% uit Polen, voor 9% uit Russen en 2% overigen.
Volgens de volkstelling van 1897 bedroeg het bevolkingsaantal 10.323 (5982 vrouwen en 4341 mannen). De belangrijkste groepen naar religie waren toen: 5528 Joden, 2716 Russisch-Orthodoxen en 1943 Rooms-Katholieken.

## Economie
De nijverheid in de stad wordt gedomineerd door de bedrijfstak bouwmaterialen (46%), en voedingsmiddelen (44%).
Grote ondernemingen zijn de volgende:
- Krasnoselskoje - bouwmaterialen.
- Vawkavysk vleesverwerking, een van de grootste in Wit-Rusland. Ze leveren meer dan 330 soorten product.
- Bellakt - de enige onderneming in Wit-Rusland die babyvoeding maakt, de meeste in poedervorm. Ook worden er zuivelproducten gemaakt, deels in gedroogde vorm; smeerkaas en weiproducten voor diervoeding.
- Vawkavysk Machinefabriek.
- Vawkavysk HMAC factory - gespecialiseerd in machines voor de bouwnijverheid, zoals:
  - Machines verfspuiterijen;
  - Machines voor het uitvoeren van pleisterwerk;
  - Mixers (beton e.d.);
  - Consumentenproducten als hang- en sluitwerk, rubber producten voor badkamers, tuingereedschap